# سلالة ترخان
سلالة ترخان تأسست على يد ترخان وحكمت سلطنة السند من 1554 م إلى 1593 م. أسس الجنرال ميرزا عيسى بك سلالة ترخان في السند بعد وفاة شاه حسين أرغون من سلالة أرغون.
قام الإمبراطور المغولي أكبر بضم السند سنة 1593 م بعد هزيمة آخر حاكم ترخان، الذي استمر في الحكم كحكام للمغول.

## تاريخ الدولة الترخانية
باعتلاء الأمير عيسى ترخان (961 - 975هـ / 1554 - 1567م) عرش الأرغون بدأ حكم الدولة الأرغونية الترخانية الذي دام سبعاً وأربعين سنة (961 - 1008هـ / 1554 - 1599م). وكان عيسى ترخان، قبل أن يلي حكم دولة الأرغون، قائد جيوش شاه شجاع بك. لم يهنأ عيسى ترخان بالحكم، إذ مالبث أن نافسه السلطان محمود خان كَوكَلتاش على حكم المنطقة، وكان الحل اقتسام بلاد السند بينهما، فأخذ عيسى ترخان القسم الجنوبي وجعل تتا عاصمته، وحكم محمود القسم الشمالي من عاصمته بخر. ولم يرض الأرغونيون عن ذلك، فثاروا على عيسى ترخان، ولكن الوضع لم يتغير.
وتحت ضغط الظروف الداخلية والخارجية، اضطر عيسى ترخان إلى تقديم فروض الولاء للسلطان أكبر (963 - 1015هـ / 1556 - 1605م)، من سلاطين التيموريين في الهند، وحكم السند الجنوبي باسمه. ولما لم يفعل محمود كوكلتاش مثل ذلك، اكتسح السلطان أكبر السند الشمالي سنة 982هـ / 1574م وجعله تحت سلطته المباشرة.
ظلت الدولة الأرغونية الترخانية تحكم السند الجنوبي بعد وفاة عيسى ترخان سنة 975هـ / 1567م بشخص ابنه محمد باقي (975 - 993هـ / 1567 - 1585م)، الذي لم يقم بأعمال مهمة طوال عهده وانتهى بانتحاره فخلفه ابنه جاني بك (993 - 1001هـ / 1585 - 1592م)، ولم يقدم جاني بك فروض الولاء للسلطان أكبر، فأوعز السلطان أكبر (سنة 999هـ / 1591م) إلى قائد جيشه عبد الرحيم خان بالزحف على السند الجنوبي، ولم يستطع جاني بك مقاومته، فاكتسح جيش أكبر المنطقة، وألحقها بالامبراطورية التيمورية في الهند، وعزل جاني بك عن الحكم سنة 1001هـ / 1592م وعين ابنه ميرزا غازي الذي حكم الدولة باسم السلطان أكبر حتى وفاة والده. أما جاني بك فانصرف إلى الشراب واللهو، وتوفي سنة 1008هـ / 1599م بتأثير الإدمان على المشروبات الكحولية وانتهت بوفاته الدولة الأرغونية.
كانت الدولة الأرغونية دولة حرب، قضى حكامها معظم حكمهم في التوسع أو في صد الهجمات المتكررة من الدول المجاورة، ولذلك فإن اهتمامها كان موجهاً إلى الجيش بالدرجة الأولى وتألف جيشها من أفراد قبيلة الأرغون، وبعض أفراد من قبيلة تَرخان التي تمت بصلة رحم لها، إضافة إلى تجنيدها أهالي البلاد المحتلة.